# Conostylis petrophiloides
Conostylis petrophiloides är en enhjärtbladig växtart som beskrevs av Ferdinand von Mueller och George Bentham. Conostylis petrophiloides ingår i släktet Conostylis och familjen Haemodoraceae. Inga underarter finns listade.